# هل (میشیگان)
هل (به انگلیسی: Hell) یک منطقهٔ مسکونی در ایالات متحده آمریکا است که در شهرستان لیوینگستون، میشیگان واقع شده‌است. هل ۲۷۰ متر بالاتر از سطح دریا واقع شده‌است.